# جایزه بزرگ سوئیس ۱۹۵۱
جایزه بزرگ سوئیس ۱۹۵۱ (انگلیسی: ‎1951 Swiss Grand Prix‎) یک مسابقهٔ موتوری در رشتهٔ اتومبیل‌رانی فرمول یک بود که در تاریخ ۲۷ مهٔ ۱۹۵۱ در پیست برمگارتن واقع در برن، سوئیس برگزار شد. این گراند پری در میان ۸ گراند پری در فصل ۱۹۵۱، مسابقهٔ شمارهٔ ۱ بود.
در این مسابقه که در ۴۲ دور و به مسافت ۳۰۵٫۷۶۰ کیلومتر (۱۸۹٫۹۹۰ مایل) برگزار شد، پول پوزیشن توسط خوان مانوئل فانخیو کسب شد و سریع‌ترین زمان برای طی یک دور پیست که برابر با ۲:۵۱٫۱ بود نیز توسط خوان مانوئل فانخیو به ثبت رسید.
خوان مانوئل فانخیو از تیم آلفا رومئو، پیرو تاروفی از تیم فراری و نینو فارینا از تیم آلفا رومئو به‌ترتیب مقام‌های اول تا سوم مسابقه را کسب کردند.

## رده‌بندی قهرمانی پس از مسابقه
| رده‌بندی قهرمانی رانندگان \| جایگاه \| راننده \| امتیاز \| \| -------- \| ------------------ \| ------ \| \| ۱ \| خوان مانوئل فانخیو \| ۹ \| \| ۲ \| پیرو تاروفی \| ۶ \| \| ۳ \| نینو فارینا \| ۴ \| \| ۴ \| کنسالوو سانزی \| ۳ \| \| ۵ \| تولو دو گرافنرید \| ۲ \| \| منبع:[۱] \| \| \| |                    |        |
| جایگاه | راننده             | امتیاز |
| ۱ | خوان مانوئل فانخیو | ۹      |
| ۲ | پیرو تاروفی        | ۶      |
| ۳ | نینو فارینا        | ۴      |
| ۴ | کنسالوو سانزی      | ۳      |
| ۵ | تولو دو گرافنرید   | ۲      |
| منبع: |                    |        |

یادداشت
- تنها پنج جایگاه نخست از هر رده‌بندی نمایش داده شده‌است.